# Shishou
Shishou (chinois : 石首市 ; pinyin : shíshǒu shì) est une ville-district de la province du Hubei en Chine. Elle est placée sous la juridiction de la ville-préfecture de Jingzhou.

## Démographie
La population du district était de 654 487 habitants en 1999.